# Liste d'exemples de Québec bashing
La liste d'exemples de Québec bashing recense des cas de Québec bashing observés dans les médias, c'est-à-dire les comportements racistes qui dénigrent les Québécois et le Québec, le gouvernement québécois, la culture québécoise et le fonctionnement du Québec.

## Médias

### Journaux

#### The Gazette

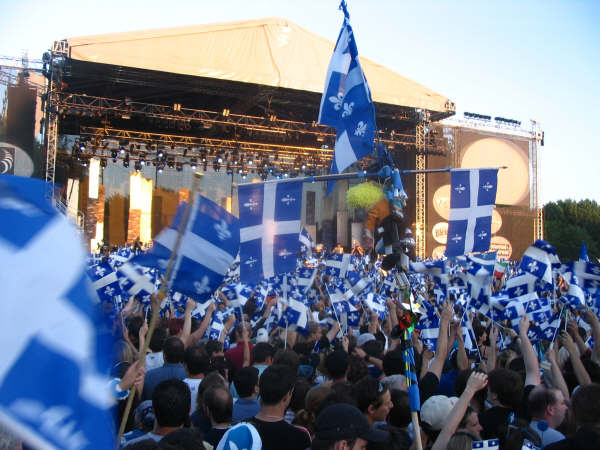
Célébration de la Fête nationale du Québec au parc Maisonneuve à Montréal (24 juin 2006).

Le 20 juin 2009, le journaliste Josh Freed publie l'article Politics ruin the party dans le quotidien The Montreal Gazette. Il y commente le refus à deux groupes anglophones de se produire lors de la Fête nationale du Québec. Dans l'article, Freed écrit que les « dinosaures du nationalisme tels ceux de la Société Saint-Jean Baptiste qui ont refusé à deux groupes anglophones de se produire » lui rappellent les vieux jours de l'« Apostrophe SS », un surnom donné à l'Office de la langue française il y a une trentaine d'années lorsque ce dernier a fait retirer les caractères « 's » à la fin des noms de commerces anglophones de la province, tels Eaton's.
Freed parle également de phone-y war, faisant un jeu de mots avec l'expression anglophone Phoney War, désignant la drôle de guerre. Freed y compare aussi des membres de la Société Saint-Jean-Baptiste de Montréal à des « ayatollahs » nationalistes, qui l'empêchent de se sentir à 100 % Québécois pure laine.
En réaction à la publication de la chronique, l'Association des descendants des Patriotes porte plainte au Conseil de presse du Québec contre le quotidien et le journaliste. Selon Gilles Rhéaume, porte-parole de l'association, les propos tenus dans l'article sont diffamatoires puisqu'ils comparent les organisateurs aux nazis.
Freed déclare qu'il avait voulu faire de l'humour absurde et que « comparer ces organisateurs à des SS est une chose horrible qu'il n'a jamais faite. »

#### The Globe and Mail

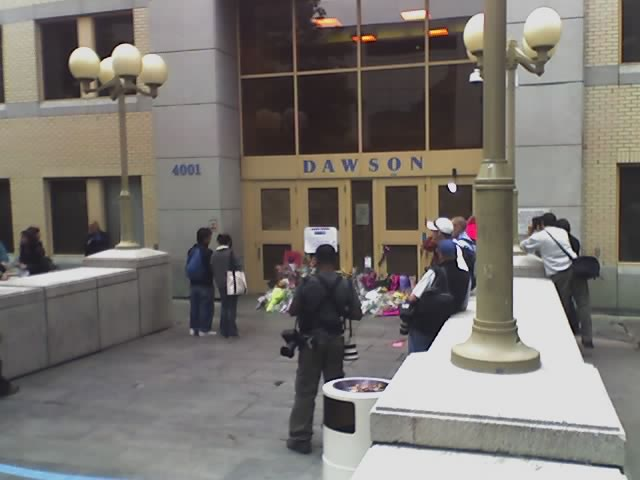
L'une des entrées du collège Dawson le 15 septembre 2006.

Le 16 septembre 2006, la journaliste Jan Wong crée une polémique au Québec en publiant, dans The Globe and Mail, un article portant sur la fusillade au collège Dawson, survenue à Montréal trois jours auparavant. Elle écrit que les trois tueries en milieu scolaire dans cette ville lors des 17 dernières années sont causées par le sentiment d'aliénation éprouvé par les immigrants ou les enfants d'immigrants au Québec, sentiment causé, selon elle, par la loi 101 et le racisme des québécois dits « pure laine ».
L'article est vivement décrié, notamment par le Premier ministre du Québec, Jean Charest, qui le dénonce dans une lettre ouverte parue dans les quotidiens canadiens le 20 septembre 2006. Le lendemain, le Premier ministre du Canada, Stephen Harper, dénonce à son tour l'article. Une motion unanime de la Chambre des communes du Canada exige des excuses, qui ne sont jamais faites par Wong ou The Globe and Mail.
Le 11 mai 2007, le Conseil de presse du Québec blâme Wong, le quotidien The Globe and Mail et le rédacteur en chef Edward Greenspon pour cet article. Madame Sylvia Stead, éditrice adjointe du Globe, a signalé, lors de cet événement, que le journal avait fait part de son désaccord avec l'opinion de la journaliste.
Le jeudi 11 mars 2010, dans un éditorial intitulé Intolerable intrusion, le journal compare la fonction publique québécoise au régime des talibans d'Afghanistan à la suite de sa réaction au port du niqab par une étudiante du Cégep de Saint-Laurent,.
Le 21 septembre 2010, le chroniqueur Brad Wheeler estime que le groupe québécois Karkwa a dû son prix Polaris à un jury comprenant plusieurs francophones. La direction du prix qualifie ces allégations de risibles.

#### National Post
Le 9 août 2006, le National Post publie un texte de Barbara Kay, The rise of Quebecistan, commentant une manifestation québécoise pour la paix et la justice au Liban réunissant environ 15 000 personnes dont des politiciens québécois provinciaux et fédéraux. L'article montre une image d'un participant brandissant un drapeau du Hezbollah.

#### The Calgary Herald
Le 7 septembre, à la suite de l'élection générale québécoise de 2012, la chroniqueuse Licia Corbella du Calgary Herald publie Are one-third of Quebec voters bigots? (« Est-ce qu'un tiers des électeurs québécois sont intolérants ? »), texte qui qualifie le programme du Parti québécois comme « intolérant et raciste » et dénonce le soutien à ce parti de près d'un tiers des Québécois

### Magazines

#### Maclean's

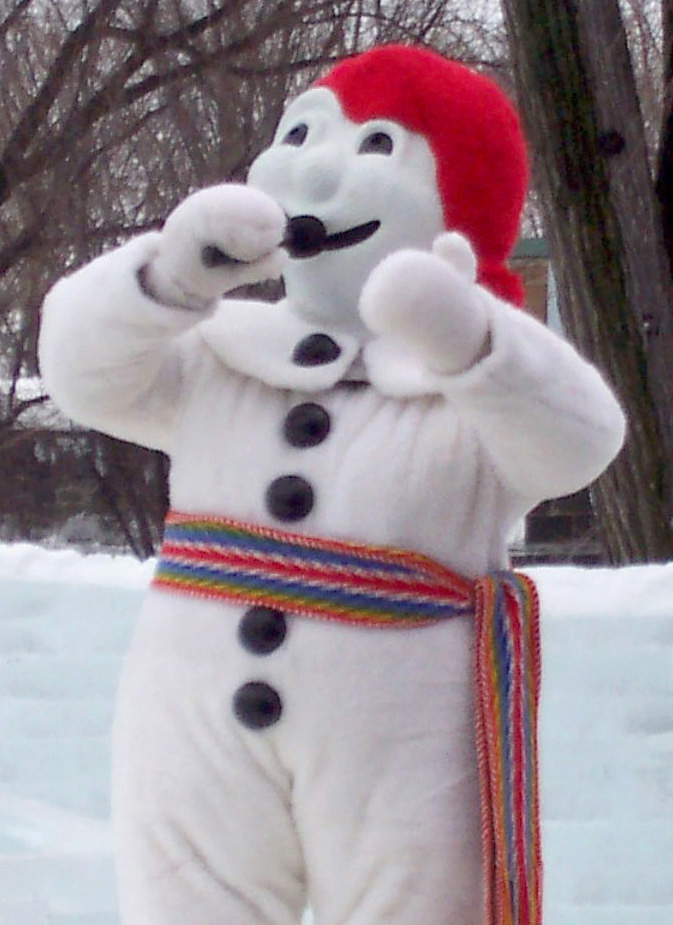
Bonhomme Carnaval.

Le 24 septembre 2010, le magazine canadien Maclean's publie un article affirmant que le Québec est la plus corrompue des provinces canadiennes. L'article, The Most Corrupt Province in Canada,, est présenté en une à l'aide d'une image du Bonhomme Carnaval traînant une valise débordant de billets verts,. Soulignant divers événements datant de l'ère de Duplessis jusqu'à la commission Bastarache, l'auteur affirme que la corruption est engendrée à la fois par la forte influence de l'État dans le modèle québécois et par le mouvement « séparatiste »,.
Le 18 mars 2011, le Conseil de presse du Québec rend un jugement unanime condamnant l'article du Maclean's, soulignant des « manquements aux impératifs de rigueur journalistique (qui) portent préjudice à l'ensemble des Québécois » .

### Film

#### Les États-Désunis du Canada
En 2012, le film documentaire Les États-Désunis du Canada a fait réagir les médias québécois en montrant des propos anti-québécois provenant de l’Ouest canadien et des médias anglo-canadiens en général. La bande-annonce, « No More Quebec », a été visionnée une centaine de milliers de fois en 24 heures et a reprise dans des médias traditionnels et sociaux. Les Québécois y sont qualifiés de « voleurs », de « pleurnicheurs » et de « vermines ».

### Internet

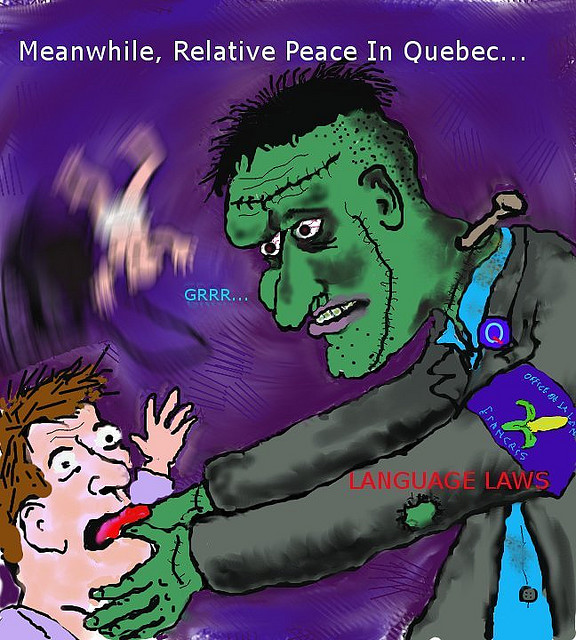
Caricature d'une perception de l'application de la loi 101 prônée par le Parti québécois (23 novembre 2009).

#### Wikipédia
Le 24 août 2010, un utilisateur anonyme écrivant à partir d'un ordinateur identifié comme appartenant aux bureaux de Services correctionnels Canada modifie l'article Loi sur les langues officielles sur la Wikipédia en anglais et rebaptise cette dernière « The Quebec Nazi Act ». L'utilisateur ajoute que la loi « [...] permet aux Québécois d'obtenir un traitement de faveur en ce qui concerne l'emploi par rapport aux Ontariens »,,.

## Personnalités

### Députés conservateurs québécois

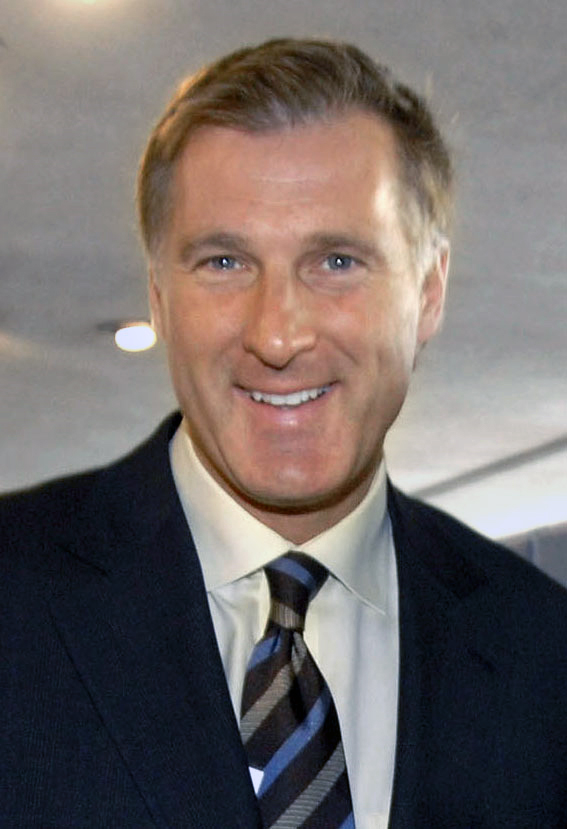
Maxime Bernier, député fédéral.

Le 20 avril 2010, Le Devoir publie un article concernant des discours prononcés par le député conservateur Maxime Bernier où ce dernier pratique du Québec bashing : 

« Disons-nous les choses franchement: dans le reste du pays, il y a beaucoup de gens qui perçoivent les Québécois comme des enfants gâtés qui n'en ont jamais assez et qui en redemandent toujours. Ce n'est pas pour rien si cette perception existe. Ça découle de 40 ans de débats futiles sur l'indépendance; 40 ans de politiques irresponsables de la part de gouvernements du Québec qui vivent au-dessus de leurs moyens et qui nous endettent; 40 ans de revendications pour aller chercher toujours plus d'argent dans les poches de nos concitoyens du reste du Canada. »

— Maxime Bernier, Le Devoir
Deux jours plus tard, deux autres députés conservateurs, Jacques Gourde et Jean-Pierre Blackburn, donnent raison à Bernier et renchérissent sur le sujet. Blackburn affirme que le Bloc québécois est grandement responsable de l'image de « quémandeurs » projetée par les Québécois :

« Pour les générations futures, mes enfants, mes petits-enfants, j’aimerais que le Québec prenne ses responsabilités financières. »

— Jacques Gourde, Le Devoir

« L’image qu’on a projetée à l’extérieur du Québec, au niveau des autres provinces, c’est que le Québec demande tout le temps, quémande, n’est jamais content et n’est jamais satisfait. »

— Jean-Pierre Blackburn, Le Devoir

### Nicolas Sarkozy

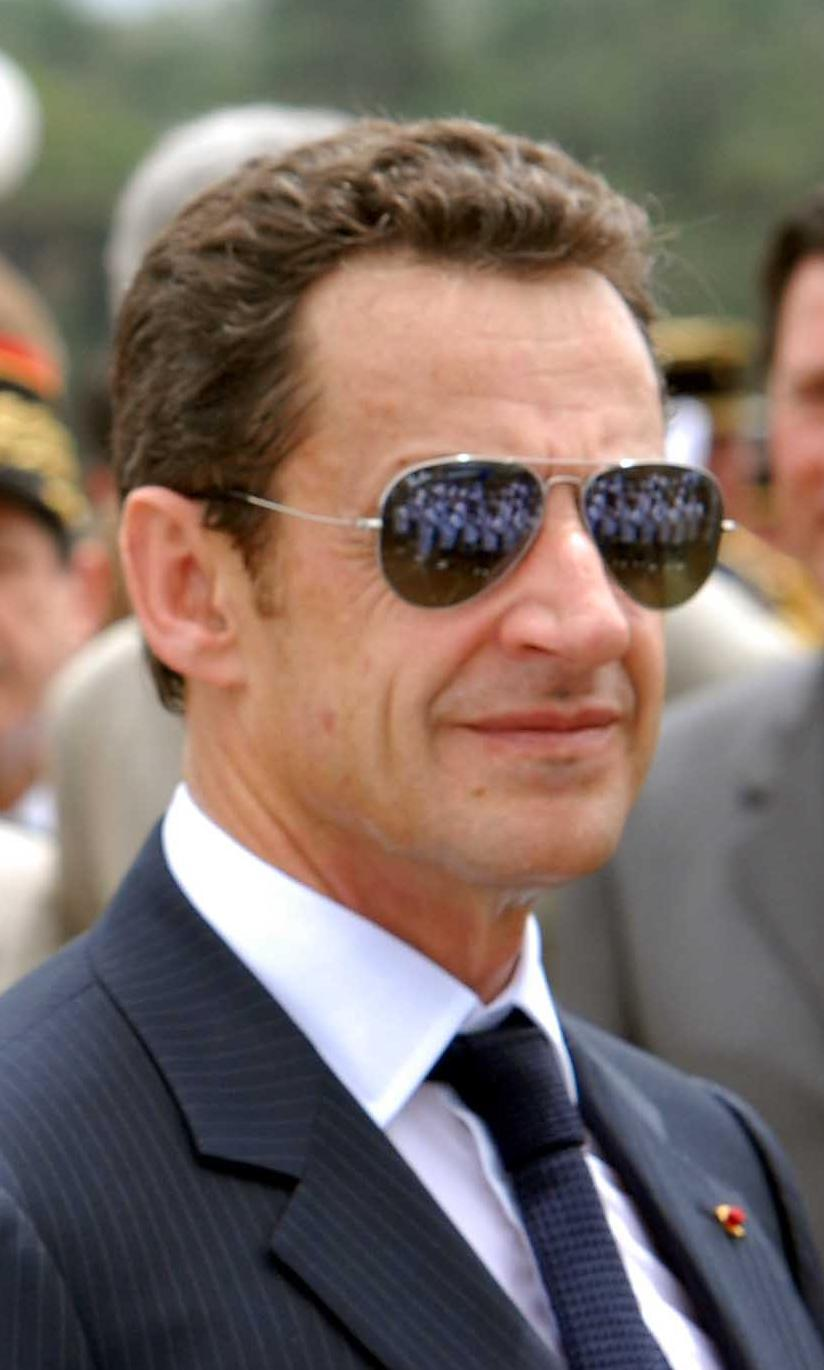
Nicolas Sarkozy (février 2008)

Le 2 février 2009, lors de la remise de la Légion d'honneur au premier ministre du Québec, Jean Charest, le président de la France, Nicolas Sarkozy, en a profité pour faire une sortie contre les Québécois souverainistes, les traitant entre autres de sectaristes pratiquant la « détestation » de l'autre : 

« Cet attachement à notre culture, à notre langue, à nos liens, pourquoi devrait-il se définir comme une opposition à qui que ce soit d'autre? (...) Croyez-vous, mes amis, que le monde, dans la crise sans précédent qu'il traverse, a besoin de division, a besoin de détestation? Est-ce que pour prouver qu'on aime les autres, on a besoin de détester leurs voisins? Quelle étrange idée! (...) Ceux qui ne comprennent pas cela, dit-il, je ne crois pas qu'ils nous aiment plus, je crois qu'ils n'ont pas compris que, dans l'essence de la Francophonie, dans les valeurs universelles que nous portons au Québec comme en France, il y a le refus du sectarisme, le refus de la division, le refus de l'enfermement sur soi-même, le refus de cette obligation de définir son identité par opposition féroce à l'autre. »

— Le Devoir, Sarkozy répudie le « ni-ni » sans ambiguïté, 3 février 2009.
À la suite de cette intervention, les chefs du Bloc québécois et du Parti québécois, Gilles Duceppe et Pauline Marois, ont envoyé une lettre de protestation au Sarkozy dans laquelle ils ont écrit que ce dernier ne semble pas réaliser la réalité québécoise. Ils y ont affirmé que « jamais un chef d'État étranger n'a autant manqué de respect aux plus de deux millions de Québécois qui se sont prononcés pour la souveraineté ».
Dans une réponse envoyée le 9 février 2009, Sarkozy a précisé : « Je souhaite que cette nouvelle relation franco-québécoise s'épanouisse en harmonie avec la relation que la France entretient avec le Canada dans son ensemble ».

### Stephen Jarislowsky
En mai 1997, lors d'un discours prononcé à l'association municipale de Westmount, le financier et milliardaire canadien Stephen Jarislowsky compare le nationalisme québécois de Jacques Parizeau et de Lucien Bouchard au franquisme espagnol, au nazisme allemand et au fascisme italien.
Le 12 mai 2011, dans une entrevue au journal La Presse, il réitère ces déclarations et les étend à l'ensemble du mouvement souverainiste du Québec. Une motion dénonçant ces propos est déposée à l'Assemblée nationale du Québec par le Parti québécois. Le Parti libéral, majoritaire, refuse de débattre la motion, qui est appuyée par tous les autres députés.

## Citations
« Il est devenu acceptable en ce pays de mépriser les Canadiens français en les taxant d'être foncièrement (génétiquement, peut-être?) xénophobes, butés et racistes. La manœuvre est à la fois tellement transparente et intellectuellement piètre qu'on ne s'y attarderait pas si elle n'était pas en train de devenir un véritable modèle de dénigrement. (...) Ceux que René Lévesque appelait les « Rhodésiens » du Canada sont en train d'inventer un racisme subtil, politiquement correct. Car, derrière le paravent du multiculturalisme, ce sont les nostalgiques de la supériorité anglo-saxonne qui se cachent; ceux que font enrager l'exception québécoise et le défi qu'elle pose à l'hégémonie culturelle nord-américaine. »

— Luc Chartrand, L'actualité, 15 avril 2000.

« (...) entendre parler de culture québécoise donnerait envie à Hermann Goering de sortir son revolver. »

— article du journal Toronto Sun, écrit par Peter Stockland, le 30 novembre 1989

« Le Québec me laisse un mauvais goût dans la bouche, selon moi, prenez ces bâtards et jetez-les dans l'océan. »

— propos tenus par le député libéral ontarien Jim Karygiannis, cité dans la Montreal Gazette du 16 septembre 1989

« Ils se plaignent et gémissent et endommagent notre économie. Ils complotent et combinent et rêvent de créer un État ethnocentrique francophone. Ils réécrivent l'histoire. Ils créent de toutes pièces des revendications pour les injustices récentes. Ils irritent les Canadiens anglais pour aider leur cause. Ils sont, en un mot, méprisables (despicable). »

— article de l'influent journal d'affaires canadien Financial Post, écrit par sa rédactrice en chef, Diane Francis, le 4 juillet 1996

« Pour beaucoup de Canadiens, le Québec est une réserve ethnocentrique peuplée de racistes qui bouffent les anglophones ramassés la veille par les SS de la loi 101. Hostiles à l'étranger, fermés sur eux-mêmes, ils vivent aux crochets des autres provinces et n'ont d'économie et d'entreprises que subventionnées par des politiciens fédéraux vendus. Ils maltraitent les aborigènes et volent l'électricité des pauvres Terre-Neuviens... »

— L'actualité, Jean Paré (dénonçant le phénomène)

« La mentalité traditionnelle de la plupart des Canadiens français (se résume à ceci) : superficiels, ils ne s'intéressent qu'à ce qui paraît ; pour eux, la réflexion, le courage, la générosité, la loyauté et autres qualités ne comptent pas, en règle générale. (…) La majorité des Canadiens français ruraux traditionnels ont la mentalité de peuples du tiers monde. Ils sont obnubilés par leur obsession sexuelle alors qu'ils semblent n'avoir aucune soif de connaissance. (…) La plupart d'entre eux sont complètement incapables de réflexion. Ils ne font que répéter slogans ou idées à la mode. (…) Leur ignorance est révoltante ! (…) Québec est un État policier. Il n'y existe ni liberté de presse ni liberté de parole. Les journaux anglais, les stations de radio et de télévision anglaises y appartiennent à des Franco-Canadiens. L'Office de la langue française, cette organisation ridicule, pompeuse et fanatique, y contrôle l'usage du français. Il faut converser, lire, écrire et même penser en français. »

— propos tenus par Yolanda East, ancienne fonctionnaire fédérale et écrivaine, citée et traduit par Paul Roy dans La Presse du 9 mars 1990

« Assez des décennies d'apaisement; il est temps qu'Ottawa adopte une attitude disciplinaire (tough-love) envers le Québec. (...) Une telle approche ne [nous] fera aucun ami au Québec, mais au moins chacun dans le reste du pays cessera de se sentir imbécile (suckers) . »

— National Post, Editorial: Tell Quebec where to get off, 24 février 2009
L'expression tough-love signifie précisément une attitude disciplinaire que l'on adopte envers quelqu'un supposément dans un but d'amour. Cette expression s'apparente donc à une forme de paternalisme.
- Cité par Pierre Foglia dans La Presse du 16 décembre 2000[35], Mordecai Richler écrit à la même période dans le Atlantic Monthly que, au soir de la victoire du Parti québécois en 1976, ses jeunes membres chantaient : « Tomorrow belongs to us… the chilling Hitler Youth song from Cabaret ».

Ce chant nazi, qui a été composé aux États-Unis expressément pour le film Cabaret, n'a jamais fait partie du répertoire des Jeunesses hitlériennes, contrairement à une croyance populaire auquel Richler adhère, et surtout n'était pas du tout chanté dans les assemblées du Parti québécois. Cependant Richler, voulant absolument relier ce parti au nazisme, se confond avec le titre du slogan musical du compositeur québécois Stéphane Venne : À partir d'aujourd'hui, demain nous appartient. Sans même avoir entendu la chanson, il écrit donc aux quelque 400 000 lecteurs américains du Atlantic Monthly que le nazisme est présent dans un parti élu au Québec. Bien que Mordecai Richler ait reconnu son erreur dans Oh Canada! Oh Québec, Atlantic Monthly ne tentera pas de corriger l'erreur par la suite.
Les trois citations suivantes sont tirées du site Aménagement linguistique dans le monde de l'Université de Laval.
- Regardez ce qui est arrivé au Canada, où les bilingualistes radicaux ont détenu le pouvoir au Québec. C'est maintenant une violation criminelle pour des sociétés de ne pas donner une facturation française égale avec l'anglais. Ils ont doublé la paperasserie, ont renforcé le coût de gestion des affaires et ont contraint les entreprises à sortir de la province.

« Look what happened in Canada, where radical bilingualists have held power in Québec. It is now criminal offense for companies not to give French equal billing with English. It's doubled the paperwork load, driven up the cost of doing business and forced businesses out of the province. »

— US English/English First''
- Une majorité française force une minorité anglophone à instruire ses enfants en français.

« A French majority is forcing an English-speaking minority to educate its children in French. »

— International Journal of the Sociology of Language (1986)
- Je considère personnellement la législation québécoise comme une farce pour les droits linguistiques de l'homme, car elle nie l'accès des immigrants à l'anglais et les force à apprendre le français.

« I personnally find the Quebecois legislation a travesty of linguistic human rights, denying immigrants access to English and forcing them to learn French. »

— International Journal of the Sociology of Language , Christina Bratt Paulston

« Monckton fit (...), comme militaire en Acadie et dans la région de Québec, des gestes inacceptables et d'une grande cruauté qui équivalent, à n'en pas douter, à des crimes de génocide, à des crimes contre la paix, à des crimes de guerre et à des crimes contre l'humanité, au sens où nous l'entendons aujourd'hui.
Le Canada est l'un des rares pays du monde, en dehors de l'ancienne Union soviétique, où, sans vergogne et avec autant de cynisme et de satisfaction, on afflige orgueilleusement et de façon permanente ceux qui ont été défaits de représentations symboliques qui tentent de les humilier, de leur faire constater leur condition de vaincus et de glorifier leurs vainqueurs. Avec des villes portant les noms de Moncton, Colborne, etc., ou des rues qui s'appellent Wolfe, Amherst, Murray, Fraser, Moncton, etc.
Verrait-on à Paris une rue Adolphe-Hitler [sic] ou encore une rue portant le nom de celui qui commandait la division Das Reich, qui a perpétré le massacre d'Oradour-sur-Glane en juin 1944? Verrait-on en France une ville s'appeler Rommel ou Goering? »

— Pr. François Baby, L'Action nationale, août 1999.